# アンボセリ国立公園
アンボセリ国立公園（アンボセリこくりつこうえん、英語：Amboseli National Park）は、アフリカはケニアのリフトバレー州カジアド県にあり、キリマンジャロの裾野にひろがる国立公園。総面積約392km²。1991年に生物圏保護区に指定された。
もともとは、キリマンジャロの噴火で出来たアンボセリ湖の大部分が干上がってできあがった平地。アンボセリ湖は雨季のみ現れる。またところどころに水が湧き出て、湿地がある。しかし砂漠化が進んでいる。公園に流入するアフリカゾウの数が増えたからとも言われている。
なお、2010年2月には、旱魃の影響により8割の草食動物が死亡しており、生態系に深刻な影響が生じている。また、エサ不足で肉食動物が人里を襲うのを避けるため、野生動物保護当局によりエサとなるシマウマやヌーの移送が行われている。
アーネスト・ヘミングウェイが『キリマンジャロの雪』を執筆した場所としても広く知られる。

## 生物相
地域に棲息する主要な動植物を、リンネ式階層分類体系に準じた形で列挙する。
- イネ目 - カミガヤツリ、イグサ属 Juncus
- マメ目 - オウゴンアカシア（英語版） Vachellia xanthophloea
- 塩生植物
- ゾウ目（長鼻目） - アフリカゾウ
- 鯨偶蹄目
  - イノシシ科 - イボイノシシ
  - キリン科 - マサイキリン
  - ウシ科 - アフリカスイギュウ、グランドガゼル（英語版）、トムソンガゼル、ジェレヌク、オグロヌー、トピ、オリックス、インパラ
  - カバ科 - カバ
- ウマ目（奇蹄目）
  - サイ科 - クロサイ
  - ウマ科 - シマウマ
- ネコ目（食肉目）
  - ネコ科 - ライオン（※当地域における頂点捕食者）、チーター
  - ハイエナ科 - ブチハイエナ
  - イヌ科 - リカオン、ジャッカル
- サル目（霊長目） - ベルベットモンキー（英語版）、キイロヒヒ
  - ヒト - マサイ族
- ダチョウ目 - ダチョウ
- ツル目 - カンムリヅル

## アクセス
公園内に滑走路があり、ナイロビから定期便がある。車の場合は、ナマンガからのルートを通るのが一般的。